# El Gejo
El Gejo es una localidad del municipio de Toro, en la provincia de Zamora, comunidad autónoma de Castilla y León, España.
Se sitúa a orillas del río Duero y paralelo a la carretera CL-602, a 6 kilómetros por carretera de la localidad de Toro.

## Historia
El Gejo nació de un proceso de urbanización irregular en suelo rústico. El coste para ejecutar el plan de urbanización alcanzó una cifra cercana al medio millón de euros.

## Demografía
Las cifras de población de El Gejo han tenido dos repuntes: el primero hasta 2006 y posteriormente desde 2014.
| Evolución de la demografía de El Gejo entre 2000 y 2017          |                                                                  |
| ---------------------------------------------------------------- | ---------------------------------------------------------------- |
| Gráfico no disponible temporalmente debido a problemas técnicos. |                                                                  |
| Fuente:Instituto Nacional de Estadística                         |                                                                  |
| Gráfica elaborada por: Wikipedia                                 |                                                                  |
|                                                                  | Gráfico no disponible temporalmente debido a problemas técnicos. |